# Międzychód Letnisko
Międzychód Letnisko – kolejowy przystanek osobowy w Międzychodzie, w województwie wielkopolskim, w Polsce.